# Tratados de libre comercio de Argentina
Debido a su pertenencia al Mercosur, Argentina no cuenta con tratados de libre comercio bilaterales, sino que tiene tratados de libre comercio como parte del bloque regional. 
En el año 2016, el entonces presidente Mauricio Macri realizó una gira por varios países, planteando acuerdos en Chile, Estados Unidos, Francia, Bélgica y Alemania, para relanzar las negociaciones de un “acuerdo de asociación” con la Unión Europea sin resultados positivos.
Luego de la visita de Enrique Peña Nieto a la Argentina, su Ministro de Economía, Ildefonso Guajardo Villarreal, aseguró que antes de 2018 se deben aumentar los beneficios de ambos países de cara a firmar un Tratado de Libre Comercio.

## Tratados

### Chile
El 2 de noviembre de 2017 fue firmado un tratado de libre comercio con Chile.

## Tratados como parte del Mercosur

### Comunidad Andina
El 16 de abril de 1998 el Mercosur y la Comunidad Andina firmaron un Acuerdo Marco para la creación de la Zona del libre comercio. Este acuerdo contemplaba la negociación del área de libre comercio en dos etapas: en la primera, hasta el 30 de septiembre de 1998, la negociación de un acuerdo de preferencias arancelarias y en la segunda, entre el 1 de octubre de 1998 y el 31 de diciembre de 1999, un acuerdo de libre comercio.
Tanto, Argentina,Colombia, Ecuador, Perú y Venezuela suscribieron el 29 de junio de 2000 un acuerdo de preferencias arancelarias registrado en Aladi como Acuerdo de Complementación Económica N° 48 que, de acuerdo con el artículo 22 del Acuerdo, entró en vigor el 1 de agosto de 2000. Ambos acuerdos podían ser renovados por acuerdo entre las partes signatarias y serían reemplazados una vez vigentes los acuerdos para la creación de un área de libre comercio.

### Israel
El 18 de diciembre de 2007 fue firmado un tratado de libre comercio con Israel.

### Egipto
El 2 de agosto de 2010 fue firmado un tratado de libre comercio con Egipto.

### Palestina
El 20 de diciembre de 2011 fue firmado un tratado de libre comercio con el Estado de Palestina. -

### EFTA
El 23 de agosto de 2019 fue firmado un tratado de libre comercio con la Asociación Europea de Libre Comercio.